# Variété population
Une variété population, ou variété ancienne, ou semence paysanne, est une variété cultivée traditionnelle, hétérogène, constitué d'un ensemble d'individus aux génotypes variés, sélectionnés principalement par les agriculteurs eux-mêmes, dans leurs champs. Ces variétés sont multipliées en pollinisation libre (en) et sélectionnées par sélection massale. Ce ne sont pas des variétés (cultivars) au sens juridique du terme car elle ne répondent pas aux critères DHS (distinction, homogénéité et stabilité) qu'il est nécessaire de respecter pour l'inscription d'une variété dans un catalogue officiel, mais la possibilité de les ressemer d'une année sur l'autre donne une grande autonomie aux agriculteurs. Leur variabilité génétique leur permet d'évoluer en fonction des variations de l'environnement. Les variétés populations existent depuis les débuts de l'agriculture. C'est ce type de variété qui caractérise le mieux les semences paysannes,. Elles sont à l'origine de la sélection des variétés inscrites aux catalogues officiels actuels. 

ATTENTION : ne pas confondre semence de ferme ou fermière, et semence population, ou paysanne, ou de variété ancienne.